# Mohamed Mzali
Mohamed Mzali (àrab: محمد مزالي, Muḥammad Mzālī) (Monastir, 23 de desembre de 1925 - París, 23 de juny de 2010) fou un polític tunisià, primer ministre de Tunísia entre el 23 d'abril de 1980 i el 8 de juliol de 1986.